# Evald Aav
Evald Aav (Tallinn, Estònia, 22 de febrer de 1900 - 21 de març de 1939) va ser un compositor estonià.
Va estudiar composició amb Artur Kapp i escrivia música principalment vocal en llengua estoniana. El 1928 componia la primera òpera nacional estoniana, Els vikings (Tallinn, 8 de setembre, 1928). Va modelar el seu estil de composició basat en el de Txaikovski.